# Крістоф Делуар
Крістоф Делуар (фр. Christophe Deloire, 22 травня 1971, Паре-ле-Моньяль — 8 червня 2024, Париж) — французький журналіст, керівник організації «Репортери без кордонів» (з 2012 року).

## Із життєпису
У 1994 році закінчив Вищу школу економічних та комерційних наук у Парижі, після чого працював у телевізійному бюро TF1 у Берліні, згодом журналістом у газетах та на телебаченні, зокрема в ARTE та LCI. З 1997 до 2007 років працював у французькому тижневику Le Point, де займався журналістськими розслідуваннями. До 2009 року був також видавцем у «Фламмаріон», автор бестселерів «Саботоване розслідування» (L'Enquête Sabotée, 2004), Sexus Politicus (2006) та Circus Politicus (2012) та документального фільму «Інтимний Ширак» (Chirac intime). З 2008 року — директор Центру підготовки журналістів у Парижі.
У 2012 році призначений генеральним директором міжнародної організації «Репортери без кордонів». Як керівник організації, вів перемовини про звільнення журналістів у всьому світі, неодноразово відвідував Україну, Туреччину, Африку для захисту журналістів. У 2018 році заснував «Форум за інформацію та демократію» — міжнародну організацію із забезпечення демократичних гарантій інформаційно-комунікаційного простору.
Був одружений, мав сина Натана. Помер у родинному колі, внаслідок хвороби на раптовий та агресивний рак.